# تپه گراب
تپه گراب مربوط به دوران پیش از تاریخ ایران باستان تا دوران‌های تاریخی پس از اسلام است و در ۱۴ کیلومتری شرق خرم‌آباد، حاشیه رودخانه آبستان واقع شده و این اثر در تاریخ ۱۲ شهریور ۱۳۸۰ با شمارهٔ ثبت ۳۷۵۴ به‌عنوان یکی از آثار ملی ایران به ثبت رسیده است.